# Lac de Solone

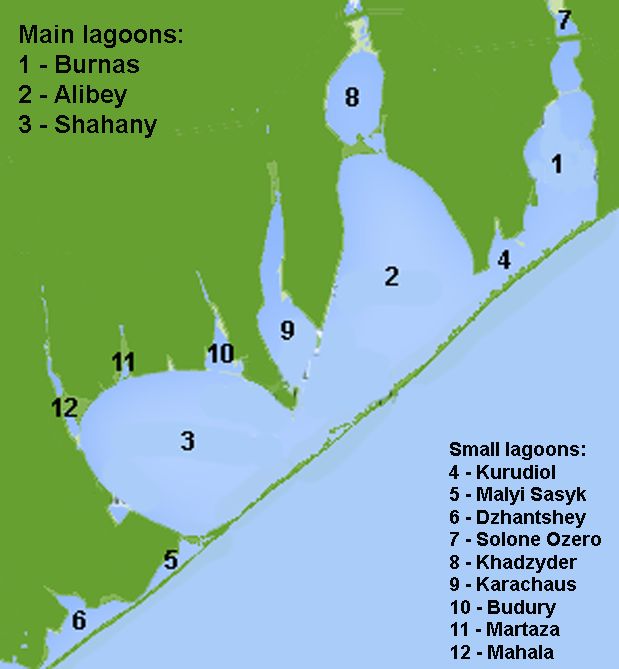
Carte des lagunes de Tuzly

Le Lac de Solone ou Lac de Solone (ukrainien : Соло́не озеро, roumain : Lacul Sărat)) est une petite lagunes salée (liman) qui était auparavant une partie intégrante du liman de Burnas qui se trouve sur la côte nord de la Mer Noire, dans le Raïon de Tatarbounary de l'Oblast d'Odessa, en Ukraine. Il est séparé à présent du liman de Burnas par une autoroute. Il est alimenté par la rivière Alcalie. La longueur du lac est de 3,7 км, sa largeur entre 0,4 et 1,5 km, sa superficie de 3,6 км², sa profondeur entre 0,5 et 1 m. La salinité de l'eau atteint 39 ‰.

## Sources
- Географічна енциклопедія України: в 3-х томах / Редколегія: О. М. Маринич (відпов. ред.) та ін. — К.: «Українська радянська енциклопедія» імені М. П. Бажана, 1989. (en ukrainien)